# 穿山甲之戀
《穿山甲之戀》是一款由Google塗鴉製作的網頁遊戲，於2017年2月11日、12日、13日及14日之間分4關發布。該遊戲是特別為西洋情人節而設計的，可在Google網站遊玩。

## 劇情與玩法

玩家須透過鍵盤控制著一隻穿山甲，讓他收集物品。第1關至第4關需收集的物品分別為可可豆、音符、絲帶及花。

該遊戲是一款2D卷軸遊戲，圍繞著一隻穿山甲尋找完美的情人節禮物，送給他的伴侶。第1關的背景設在迦納，需要收集可可豆。第2關的背景設定在印度，需收集的物品為音符。第3關與第4關分別設定在中國及菲律賓，要收集絲帶及花。前3關需收集150件物品，計時3分鐘；而最後1關則需收集300件物品，計時4分鐘。
《穿山甲之戀》有分個人電腦（PC）版及手機版。PC版的玩家須透過鍵盤控制角色移動。手機版需晃動手機來移動角色，手指點擊則為跳躍。此外，玩家亦須避開鋸齒狀的障礙物，若碰觸到了的話，角色會有一段時間動彈不得。關卡中會有些能讓角色進入、藏有物品的隱藏空間，但當角色接近時便看不到了。此外，遊戲中還有一些道具，如能讓角色擺盪的燈籠。

## 開發
該遊戲由喬丹·湯普森（Jordan Thompson）、布萊恩·莫瑞（Brian Murray）、班·麥克馬恩（Ben McMahan）、克里斯·霍姆（Kris Hom）及雅各布·萊蒂（Jacob Lettie）策畫，並由切爾西·桑德斯（Chelsea Saunders）負責設計。製作團隊花費了1年的時間來開發《穿山甲之戀》。湯普森表示，「我們希望能透過這款遊戲，讓你更加了解這些奇妙的生物」。遊戲的配樂及音效由賽勒斯·海特（Silas Hite）負責。

## 發布
《穿山甲之戀》的第1關、第2關、第3關及第4關分別於2017年2月11日、12日、13日及14日發布。在該遊戲的第1關、第2關、第3關及第4關中分別出現了大穿山甲、印度穿山甲、中華穿山甲及菲律賓穿山甲。Google與世界自然基金會（WWF）合作，建立了一個專門的網頁，推廣保護鱗狀哺乳動物的重要性。《Quartz》指出，該遊戲讓「穿山甲」這個字串在Google的查詢量達到過去5年內的新高。

## 評價
Pocket-lint.com認為《穿山甲之戀》很像《音速小子》。《Gadgetmatch》的卡特·德羅薩里奧（Kat Del Rosario）稱讚了遊戲的動畫及視覺效果，並認為其配樂可愛且活潑，使之成為一款完美的遊戲。德羅薩里奧亦提到，該遊戲能讓人在短暫的空閒時間裡放鬆心情。

## 外部連結
- Google塗鴉-2017年情人節（第1天） （页面存档备份，存于）
- Google塗鴉-2017年情人節（第2天） （页面存档备份，存于）
- Google塗鴉-2017年情人節（第3天） （页面存档备份，存于）
- Google塗鴉-2017年情人節（第4天） （页面存档备份，存于）
- 世界自然基金會（WWF）上《穿山甲之戀 （页面存档备份，存于）》的網頁